# L'amico devoto
L'amico devoto (The Devoted Friend) è una fiaba che fa parte della raccolta Il principe felice, scritta e pubblicata da Oscar Wilde nel 1888.
Come quasi tutte le storie de Il principe felice, anche L'amico devoto affronta i temi dell'amicizia, dell'onestà e del sacrificio contrapposti all'ipocrisia della società abbiente e benpensante.

## Trama
Hans è un piccolo uomo povero che ha un bellissimo giardino nel quale coltiva fiori di ogni genere; si rallegra di avere un "vero" amico, il mugnaio Hugh, un amico così devoto che non manca mai di andare a trovare Hans, il quale gentilmente gli dà sempre tanti fiori e gli fa sempre dei piccoli favori.
Il povero Hans, però, durante l'inverno rimane da solo, poiché il suo giardino non produce fiori, il suo caro amico non vuole turbarlo e non gli vuole dare neanche una mano perché teme di guastare questo rapporto di "amicizia". Preferisce rimanere nel caldo del proprio mulino assieme alla moglie e ai figli. La donna pende dalle sue labbra nel sentirlo parlare così "altruisticamente", e altrettanto fa sempre il piccolo Hans.
Dopo uno di questi inverni, il mugnaio si ripresenta alla sua porta di casa e chiede ad Hans cosa ha intenzione di fare. Questi gli risponde che ha dovuto vendere tutto, perfino i suoi bottoni d'argento, e ora vuole rifarsi vendendo più fiori possibili e ricomprandosi una carriola. Il mugnaio dice che non c'è problema, la carriola gliela può dare lui, in cambio di qualche favore e molti fiori; la carriola è rotta da un lato, vecchia e arrugginita, ma è "ovvio" che essa valga molto di più dei fiori.
Hans, ovviamente, accetta e dal giorno dopo viene sfruttato dal mugnaio che, dicendo di essere un buon amico e di avergli promesso la carriola, lo costringe a fare i lavori più disparati, sentendosene in diritto. Ogni giorno i bei fiori di Hans appassiscono finché, una notte, il mugnaio bussa alla sua porta dicendogli che suo figlio era caduto e si era fatto male e che, a causa della tempesta, non ce la fa ad andare dal medico. Allora Hans, come al solito costretto dalla tattica dell'"io-ti-ho-promesso-la-carriola" ma felice di avere un così buon amico, si reca dal medico e lo chiama, ma, sulla strada del ritorno, si perde negli acquitrini e affoga in una buca. Al funerale c'è il suo amico in prima fila, che dice che non farebbe più del bene a nessuno, perché a essere buoni ci si rimette sempre.

## Opere collegate
L'amico devoto fa parte de Il principe felice e altri racconti assieme a:
- Il principe felice
- L'usignolo e la rosa
- Il gigante egoista
- Il razzo eccezionale